# Napostygnus bispinosus
Napostygnus bispinosus is een hooiwagen uit de familie Gonyleptidae.